# John Pendry
John Brian Pendry, född den 4 juli 1943 i Manchester, är en brittisk teoretisk fysiker verksam inom kondenserade materiens teori.

## Akademisk karriär
Pendry studerade vid Cambridge University, där han tog bachelorexamen (B.A.) i fysik 1965 och Ph.D.-examen i fasta tillståndets teori 1969. Han stannade därefter som forskare i Cambridge till 1975 med avbrott för en vistelse vid Bell Laboratories 1972-1973. Han var därefter verksam vid Daresbury Laboratory (under Science and Engineering Research Council) 1975-1981, och har sedan 1981 varit professor i fasta tillståndets teoretiska fysik vid Imperial College London.
Pendry är Fellow of the Royal Society sedan 1984. Han blev Knight Bachelor 2004 och tilldelades Royal Medal 2006.

### Metamaterial
Pendry har bland annat uppmärksammats för forskning kring metamaterial med negativt brytningsindex. Dessas i belagda experiment påvisade unika egenskap är att kunna användas för att gömma föremål från synfältet. Detta har av Pendrys forskargrupp jämförts med Harry Potters osynlighetskappa. För Sveriges radio har han dock avslöjat att den idén främst lanserades för att de visste att möjligheten skulle ge dem mycket uppmärksamhet för sin forskning.